# Mercedes-Benz L3000
Mercedes-Benz L3000 – samochód ciężarowy, produkowany przez niemiecką firmę Mercedes-Benz. Nadwozie pojazdu zaopatrzone było między innymi w panoramiczne szyby narożnikowe oraz "opływowy", ścięty tył. Podłoga przestrzeni ładunkowej w przeważającej części przebiegała na stosunkowo niskiej wysokości, unosząc się jedynie w przedniej części. Był używany na wszystkich frontach razem z Oplem Blitz i okazał się nawet bardziej przydatny w terenie. Najwięcej używany był w Afrika Korps. Od 1938 do 1944 wyprodukowano więcej niż 27,700 pojazdów, co sprawia, że jest produkowanym w największych ilościach podczas II wojny światowej samochodem Mercedesa.